# Live and More
A Live and More Donna Summer amerikai énekesnő hetedik albuma, második dupla albuma és első koncertlemeze. Az anyagot a Los Angeles-i Universal Amphitheatre-ben 1978-ban tartott koncerten rögzítették, a „D” oldalon található MacArthur Park Suite azonban stúdiófelvétel. A keverési munkálatok a Westlake Studiosban és a Rust Studiosban zajlottak. Producerek: Giorgio Moroder és Pete Bellotte. A nagylemezt a Casablanca Records adta ki a koncert évében. A cég és az énekesnő kapcsolata akkoriban kezdett feszültté válni, mivel a Casablanca szinte teljesen át akarta venni Donna karrierjének irányítását. A Live and More volt Summer első olyan dupla albuma, amely listavezető és kétszeres platinalemez lett az Amerikai Egyesült Államokban.

## Háttér-információk
A koncert javát Donna diszkóslágerei alkotják, ám az énekesnő néhány más stílusú felvételt is előadott. A dzsesszt képviseli az I Got It Bad And That Ain't Good és a Man I Love. Donna továbbá elénekelte az Ilyenek voltunk című 1973-as film címadó világslágerét is (The Way We Were), amelynek eredetijét a film női főszereplője, Barbra Streisand vitte sikere. (A következő évben Streisand és Summer közös felvételt készített No More Tears (Enough Is Enough) címmel, amely szintén nagy sláger lett.) A koncert egyik fénypontja volt a Mimi’s Song, melyet Donna akkor négyéves kislányának írt. Mimi jelen volt a koncerten, a lemezen hallható, amint jó éjszakát kívánva elbúcsúzik a közönségtől. A koncert utolsó dala az Oscar-díjjal kitüntetett Last Dance, amely eredetileg a Hál’ Istennek, péntek van! című filmhez íródott, melyben Summer volt a főszereplő. Maga az énekesnő egyébként Grammy-díjban részesült a dal előadásáért, és ez a felvétel az egyik legnépszerűbb slágere az Egyesült Államokban, mellesleg Donna egyik személyes kedvence is. Az énekesnő harmadik lemezén hallható Could It Be Magichez hasonlóan a Last Dance is tartalmaz lassú zenei betétet, ám nemcsak a dal legelején, hanem a közepén is. (Igaz, a kislemezváltozatból a középső lassú betétet kihagyták.)
A dupla album utolsó oldala a MacArthur Park Suite című egyveleg, amely a Richard Harris által ismertté vált ballada diszkózenei feldolgozása. Rövidített formában kislemezen is kiadták Donna verzióját, amely pályafutásának egyik legnagyobb és legemlékezetesebb slágere lett. Előadásáért az énekesnőt Grammy-díjra jelölték. A teljes hosszúságú, több mint negyedórás egyvelegváltozat tartalmazza a Heaven Knows című dalt is, amely később ugyancsak megjelent önálló felvételként. A Heaven Knows előadásában részt vett a Brooklyn Dreams nevű együttes, melynek egyik tagja, Bruce Sudano és Donna között gyengéd szálak szövődtek. A romantikus kapcsolatból tartós házasság lett, gyermekáldással.

## A dalok

### „A” oldal
1. Once Upon a Time (Donna Summer – Giorgio Moroder – Pete Bellotte) 3:03
2. Fairy Tale High (Donna Summer – Giorgio Moroder – Pete Bellotte) 2:20
3. Faster and Faster to Nowhere (Donna Summer – Giorgio Moroder – Pete Bellotte) 2:09
4. Spring Affair (Donna Summer – Giorgio Moroder – Pete Bellotte) 2:34
5. Rumour Has It (Donna Summer – Giorgio Moroder – Pete Bellotte) 2:34
6. I Love You (Donna Summer – Giorgio Moroder – Pete Bellotte) 3:38

### „B” oldal
1. Only One Man (Donna Summer – Bob Conti – Virgil Weber) 2:06
2. I Remember Yesterday (Donna Summer – Giorgio Moroder – Pete Bellotte) 3:52
3. Love's Unkind (Donna Summer – Giorgio Moroder – Pete Bellotte) 2:37
4. My Man Medley: The Man I Love (George Gershwin – Ira Gershwin), I Got It Bad And That Ain't Good (Duke Ellington – Paul Francis Webster), Some of These Days (Shelton Brooks) 6:25
5. The Way We Were (Alan Bergman – Marilyn Bergman – Marvin Hamlisch) 3:23
6. Mimi's Song (Donna Summer – Virgil Weber) 4:28

### „C” oldal
1. Try Me, I Know We Can Make It (Donna Summer – Giorgio Moroder – Pete Bellotte) 4:14
2. Love to Love You Baby (Donna Summer – Giorgio Moroder – Pete Bellotte) 3:23
3. I Feel Love (Donna Summer – Giorgio Moroder – Pete Bellotte) 6:54
4. Last Dance (Paul Jabara) 5:50

### „D” oldal
1. MacArthur Park Suite: MacArthur Park (Jimmy Webb), One of a Kind (Donna Summer – Giorgio Moroder – Pete Bellotte), Heaven Knows (Donna Summer – Giorgio Moroder – Pete Bellotte), MacArthur Park (Reprise) (Jimmy Webb) 16:45

Amikor évekkel később az album CD-n is megjelent, a MacArthur Park Suite-et lecserélték a Down, Deep Inside című filmdal hosszabb változatára. (A dalt Donna az 1977-es A mélység című filmben énekelte.) A MacArthur Park Suite CD-n rákerült az énekesnő The Dance Collection: A Compilation of Twelve Inch Singles című válogatására, illetve a Bad Girls remaszterizált, dupla CD-s kiadványra, ám ezeken a diszkóverzió hallható. Az eredeti, közel 17 perces felvétel kizárólag a Live and More albumon, illetve a Casablanca Records által kiadott The Casablanca Records Story című válogatáson szerepel.

## Alternatív kiadás
- 1978 The Best of Live and More (Casablanca Records, NBPIX 7119, Egyesült Államok)

### „A” oldal
1. MacArthur Park Suite

### „B” oldal
1. Try Me, I Know We Can Make It
2. Love to Love You Baby
3. I Feel Love
4. Last Dance

## Közreműködők
- Keith Forsey (dobok)
- Richard Adelman (dobok)
- Sal Guglielmi (basszusgitár)
- Ken Park (ütős hangszerek)
- Bob Conti (ütős hangszerek)
- Peter Woodford (ritmusgitár)
- Mike Warren (gitár)
- Doug Livingston (billentyűs hangszerek)
- Virgil Weber (szintetizátor)
- Greg Mathieson (moog és clavinet)
- Bobby Shew (trombita)
- Rich Cooper (trombita)
- Dalton Smith (trombita)
- Bruce Paulson (harsona)
- Bob Payne (harsona)
- Dick „Slide” Hyde (basszusharsona)
- Dick Spencer (altszaxofon)
- Don Menza (tenorszaxofon)
- Joe Romano (baritonszaxofon)
- John Santulis (hegedű, karmester)
- Pauel Farkas (hegedű)
- Mari Tsumura (hegedű)
- Teri Schoebrua (hegedű)
- Jay Rosen (hegedű)
- Lya Stern (hegedű)
- Leonard Selic (brácsa)
- Alfred Barr (brácsa)
- Victor Sazer (cselló)
- Robert Adcock (cselló)
- Sunshine: Carlena Williams, Dara Bernard, Mary Ellen Bernard (háttérvokál)
- John Fresco (kivitelező)
- Sheri Wish (produkciós menedzser)
- Keith Robertson (színpadi menedzser)
- Bryan Rooney (színpadi menedzserasszisztens)
- Mike North (felszerelés)
- Marc Figueroa (felszerelés)
- Stanal Sound: Bob Ludwig, Jim Fox, John Taylor (hangtechnika)
- Patrick Woodroffe for TFA Electrosound (fénytechnika)
- Stephen Lumel, Henry Vizcarra (grafika)
- Francesco Scavullo (fotók)
- Sean Byrnes (fotós asszisztens)
- Tom Nikosey (Donna Summer logójának tervezője)
- David Picon (jelmezek)
- Susan Munao Management & Joyce Bogart Management Co. (menedzsment)
- Giorgio Moroder, Pete Bellotte (producerek)
- Juergen Koppers, Gary Ladinsky, Steve Smith (hangmérnökök)
- Michael Warren (felvételvezető)

## Különböző kiadások

### LP
- 1978 Casablanca Records (NB 7044, Egyesült Államok)
- 1978 Casablanca Records (NBLP 7119-2, Egyesült Államok)
- 1978 Casablanca Records (NBLP 7119-2 DJ, Egyesült Államok, promóciós kiadvány)
- 1978 Philips (6641 862, Hollandia)
- 1978 Atlantic (60 140, Franciaország)

### CD
- 1990 Casablanca Records (811 123-2, Európa)

## Kimásolt kislemezek

### 7"
- 1978 Heaven Knows / Only One Man (Casablanca Records, NB 959, Egyesült Államok)
- 1978 MacArthur Park / Once Upon a Time (Casablanca Records, CAN 131, Anglia)
- 1978 MacArthur Park / Once Upon a Time (Philips, 6175 004, Hollandia)
- 1978 MacArthur Park / Last Dance (Atlantic, F 11196, Franciaország)
- 1978 MacArthur Park / Once Upon a Time (Bellaphon, BF 18626, NSZK)
- 1992 MacArthur Park / Love to Love You Baby (Collectables, COL 4333, Egyesült Államok)

### 12"
- 1978 MacArthur Park Suite (Casablanca Records, NBD 20148, Egyesült Államok, egyoldalas lemez)
- 1978 MacArthur Park Suite (Casablanca Records, NBD 20148 DJ, Egyesült Államok, egyoldalas lemez, promóciós kiadvány)
- 1978 MacArthur Park / Last Dance (Casablanca Records, 876 583-1, Egyesült Államok)
- 1978 MacArthur Park / Last Dance (Casablanca Records, NBD 20148, Egyesült Államok)
- 1978 MacArthur Park Suite (Atlantic, 20 132, Franciaország)
- 1978 MacArthur Park Suite (Bellaphon, BZ 4406, NSZK)
- 1979 MacArthur Park / I Feel Love (Casablanca Records, DS 12006, Egyesült Államok)
- 1991 Love to Love You Baby / MacArthur Park (Unidisc, SPEC-1574, Kanada)

### Maxi CD
- 1992 Love to Love You Baby / MacArthur Park (Unidisc, SP5-1574, Kanada)

## Az album slágerlistás helyezései
Anglia: 1978. október. Legmagasabb pozíció: 16. hely

Egyesült Államok, pop: Legmagasabb pozíció: 1. hely

Egyesült Államok, R&B: Legmagasabb pozíció: 4. hely

Japán: Legmagasabb pozíció: 52. hely

## Legnépszerűbb slágerek
- MacArthur Park (Suite)

Anglia: 1978. október. Legmagasabb pozíció: 5. hely

Ausztrália: Legmagasabb pozíció: 8. hely

Egyesült Államok: Legmagasabb pozíció: 1. hely

Egyesült Államok, AC: Legmagasabb pozíció: 24. hely

Egyesült Államok, dance: Legmagasabb pozíció: 1. hely

Egyesült Államok, R&B: Legmagasabb pozíció: 8. hely

Hollandia: Legmagasabb pozíció: 9. hely

Írország: Legmagasabb pozíció: 7. hely

NSZK: Legmagasabb pozíció: 39. hely

Svédország: 1978. november 17-étől 4 hétig. Legmagasabb pozíció: 16. hely
- Heaven Knows

Anglia: 1979. február. Legmagasabb pozíció: 34. hely

Ausztrália: Legmagasabb pozíció: 15. hely

Egyesült Államok: Legmagasabb pozíció: 4. hely

Egyesült Államok, AC: Legmagasabb pozíció: 17. hely

Egyesült Államok, R&B: Legmagasabb pozíció: 10. hely

## Lásd még
- Lady of the Night
- Love to Love You Baby
- A Love Trilogy
- Four Seasons of Love
- I Remember Yesterday
- Once Upon a Time
- Bad Girls
- The Wanderer
- Donna Summer
- She Works Hard for the Money
- The Dance Collection: A Compilation of Twelve Inch Singles
- Another Place and Time
- The Donna Summer Anthology

## Külső hivatkozások
- Dalszöveg: Only One Man
- Dalszöveg: The Man I Love
- Dalszöveg: I Got It Bad And That Ain't Good
- Dalszöveg: Some of These Days
- Dalszöveg: The Way We Were
- Dalszöveg: Mimi’s Song
- Dalszöveg: MacArthur Park
- Dalszöveg: One of a Kind
- Dalszöveg: Heaven Knows
- Dalszöveg: Last Dance
- Videó: MacArthur Park
- Videó: Heaven Knows
- Videó: Last Dance